# 阿尔内·蒂塞利乌斯
阿尔内·威廉·考林·蒂塞利乌斯（瑞典語：Arne Wilhelm Kaurin Tiselius，1902年8月10日—1971年10月29日），出生于斯德哥尔摩，瑞典化学家，1948年获诺贝尔化学奖。1971年逝世于乌普萨拉。